# 賀茂川 (広島県)
賀茂川（かもがわ）は、広島県を流れる二級河川で賀茂川水系の本流。

## 地理
竹原市中心部から北西に位置する洞山（昇降554.6m）に源を発し、東流、途中から南流し竹原市街地を貫流して瀬戸内海へと注ぐ。流域の大部分が竹原市、北および西端が三原市（旧豊田郡本郷町）と東広島市（旧東広島市と旧賀茂郡河内町）におよぶ。上流下流域は以下のとおり。
上流域 - 源流から湯坂温泉郷
源流から国道2号までで、いわゆる山間部。東進し、仁賀ダムに流入、さらに進み田万里川と合流する湯坂温泉郷へ入る。河床勾配は1/100、川幅は10m。
中流域 - 朝日橋まで
竹原市街地の北端付近まで。竹原市新庄地区、国道2号と国道432号の交点である新庄交差点付近で流れは南へ向きを変え、葛子川と合流すると、流れは大きく変わり、そのまま南流していく。河床勾配は1/150から1/300、川幅は20mから50m。
下流部 - 竹原市街地
竹原市中心部の西側を南流して瀬戸内海に注ぐ。河床勾配は約1/800、川幅は50mから80m。

## 沿革

### 古代から中世

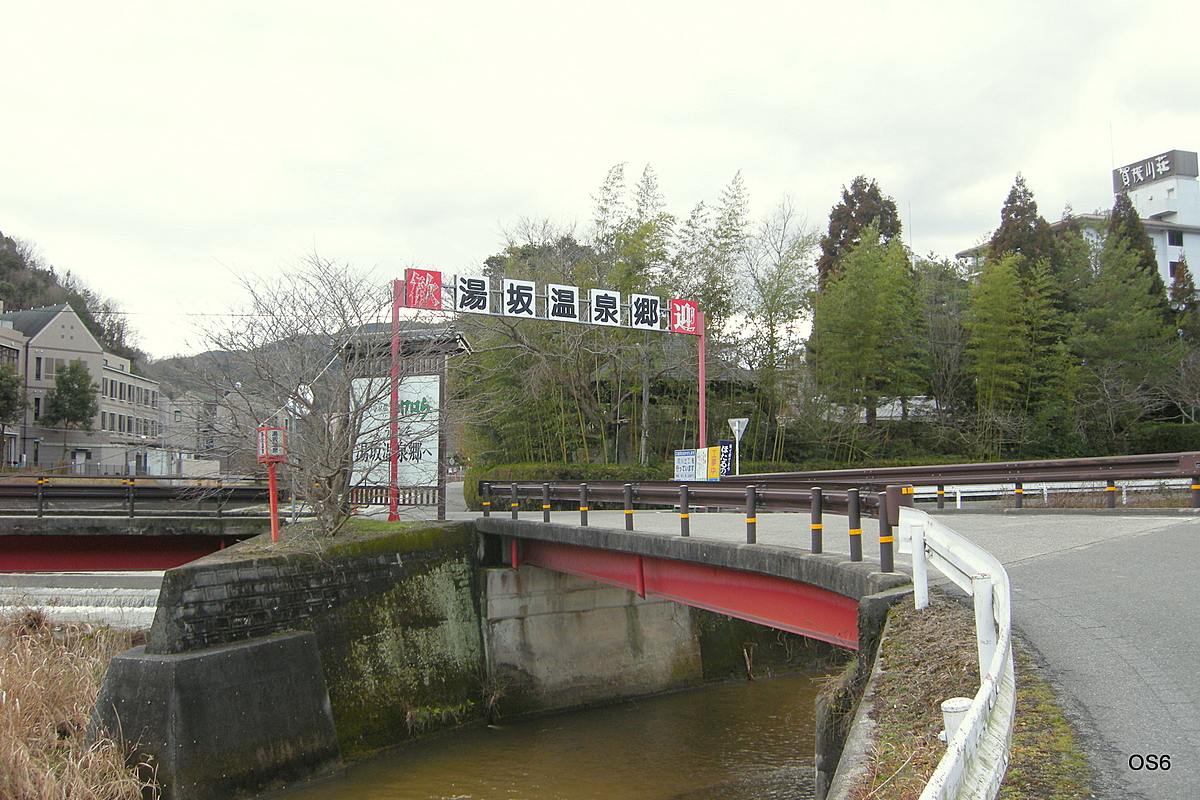
湯坂温泉郷。手前の川が賀茂川。

上・中流域で縄文・弥生時代の石器および土器が出土し、田万里鏡田古墳群や横大道古墳群など紀元前から6世紀にかけての遺跡が多く見られ、古代からこの流域には人が住んでいた。この時代の中心地は中流域の新庄地区であり、飛鳥時代に（古代）山陽道が整備されると駅家「都宇駅」が置かれ、大化の改新の頃に湯坂温泉郷が宿場町として出来上がった。
寛治4年（1090年）、中央政府が賀茂社（賀茂御祖神社いわゆる下鴨神社）に寄贈した荘園の中に「安芸国竹原荘40町」があった。これが竹原の名の初見である。これ以降、この地は下鴨神社の荘園として発達、「賀茂」の名はこの頃から定着した。河口には港町「馬橋古市」が栄え廻船業が発達したものの、賀茂川からの流出土砂により次第に港湾機能は失われ、天文9年（1540年）頃にはそれより河口側の「下市村」へその機能が移された。以降、下市村が竹原の中心地となり、昭和初期まで続き、現在の「竹原町並み保存地区」となっていく。

### 竹原塩田と瀬替え

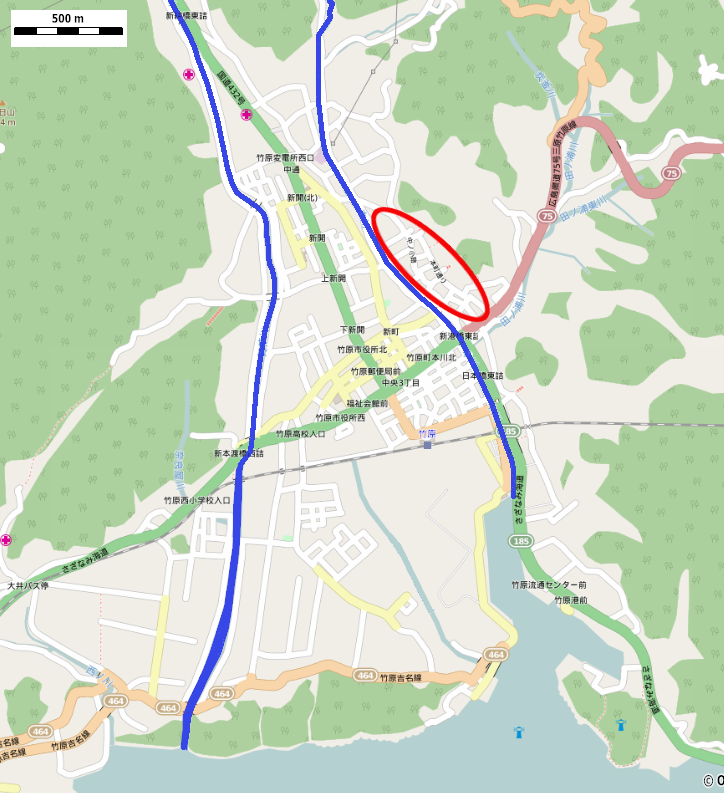
2015年の地図。左が賀茂川で右が本川、赤丸が竹原町並み保存地区。

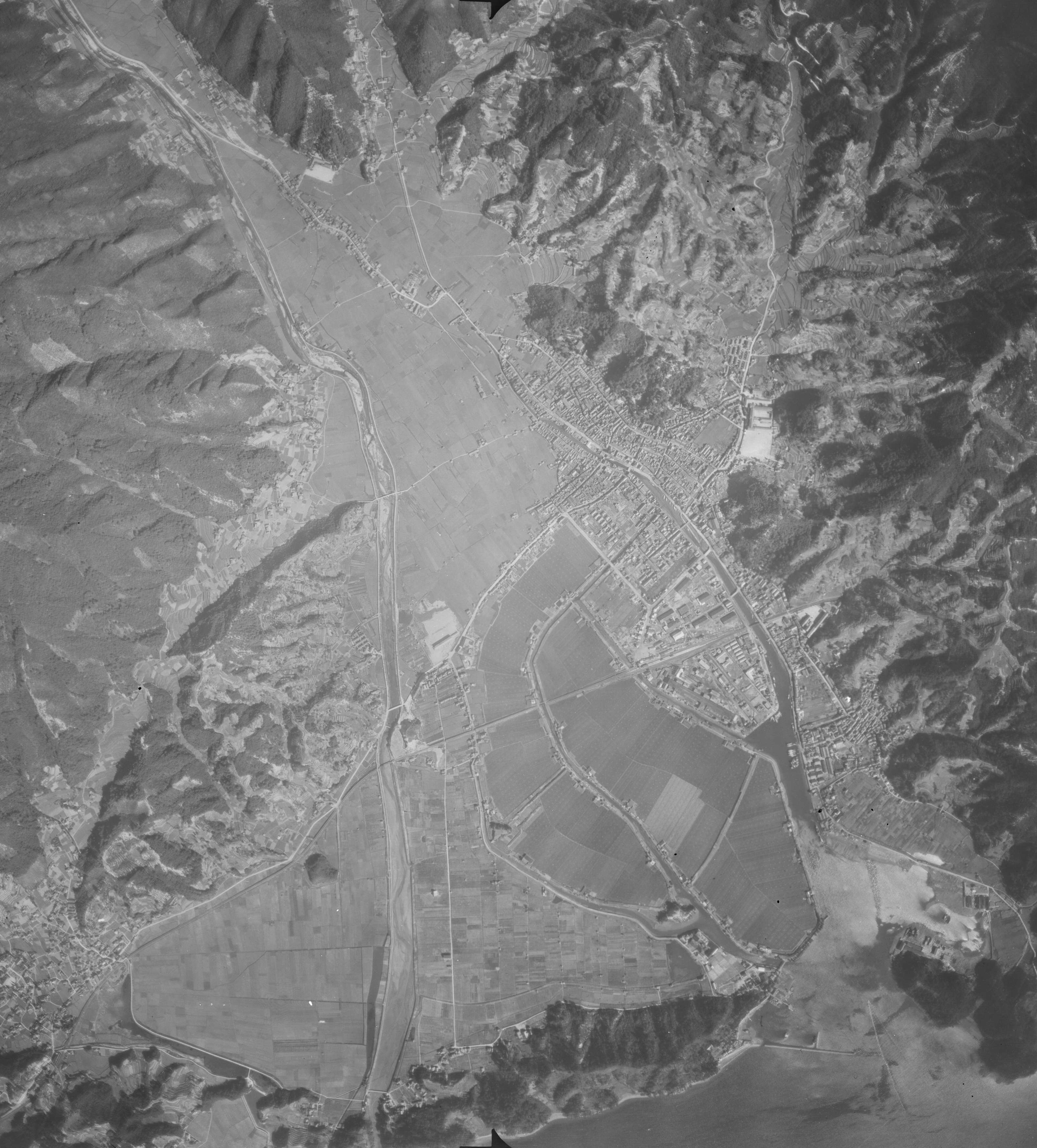
1947年米軍撮影。本川流域が市街地として発達し、賀茂川流域は農地開発されている。

江戸時代初期、広島藩により賀茂川下流で干拓が行われた。当初は新田開発を行おうとしたが、賀茂川が天井川となるほど低地でかつ強い潮気のため水田には不向きな土地であったため、塩田に切り替えられると良質な塩の産地となり、以降更に干拓は進み塩田は拡大していく。
現在の河口部の山は元々は湾内に浮かぶ「横島」という島であった。万治3年（1660年）多井新開成立により現在の右岸側と陸続きになり、河口は横島の東側、つまり竹原港側へ向かうようになる。これにより賀茂川からの流出土砂が竹原港が埋積するようになり、塩田の塩分低下や干拓地の湿地化と悪影響をおよぼすようになってしまった。これを改善するため寛保2年（1742年）、川水を横島を縦断して流す「瀬替え」工事が始まった。当初は2本のトンネルで流すよう考えられ、西側は寛永4年（1751年）「唐樋トンネル」として完成し現在も残るが、東側は工事中の度重なる崩壊によりトンネルは断念し開削に変えられ、安永3年（1774年）いわゆる「賀茂川の切り抜き（切通し）」が完成した。こうして河口部は32年に渡る大工事により人工で整備されたものである。なお現在中国地方において近世の工事でできた切通しが確認できる場所は少なく、さらに河口部で大規模かつ明瞭にわかる場所としては極めて珍しいものとなっている。
そして文政8年（1825年）、横島の北側に皆実新開が成立し、現在の左岸側も陸続きとなった。
こうした中で享保・寛政年間（1700年代）の出水などの洪水被害に度々あった記録が残る。

### 近代以降
この流域は、昭和42年7月豪雨、昭和50年8月の台風5号、昭和60年6月豪雨、平成30年7月豪雨と大規模な洪水被害にあった。元々の土地形状から中流域の一部と下流域は天井川となっており、そこに近代以降に市街地化していったためその被害は拡大した。また、この流域は瀬戸内海式気候に属し、昭和36年渇水、昭和45年渇水、昭和53年渇水、平成6年渇水と水不足被害も起こっている
近代的な河川改修は昭和21年（1946年）から主に中流域から下流域にかけて行われた。ただ昭和42年7月豪雨被害を機に抜本的な治水計画が立てられ、この中で平成23年（2011年）仁賀ダムが完成している。

## 自然

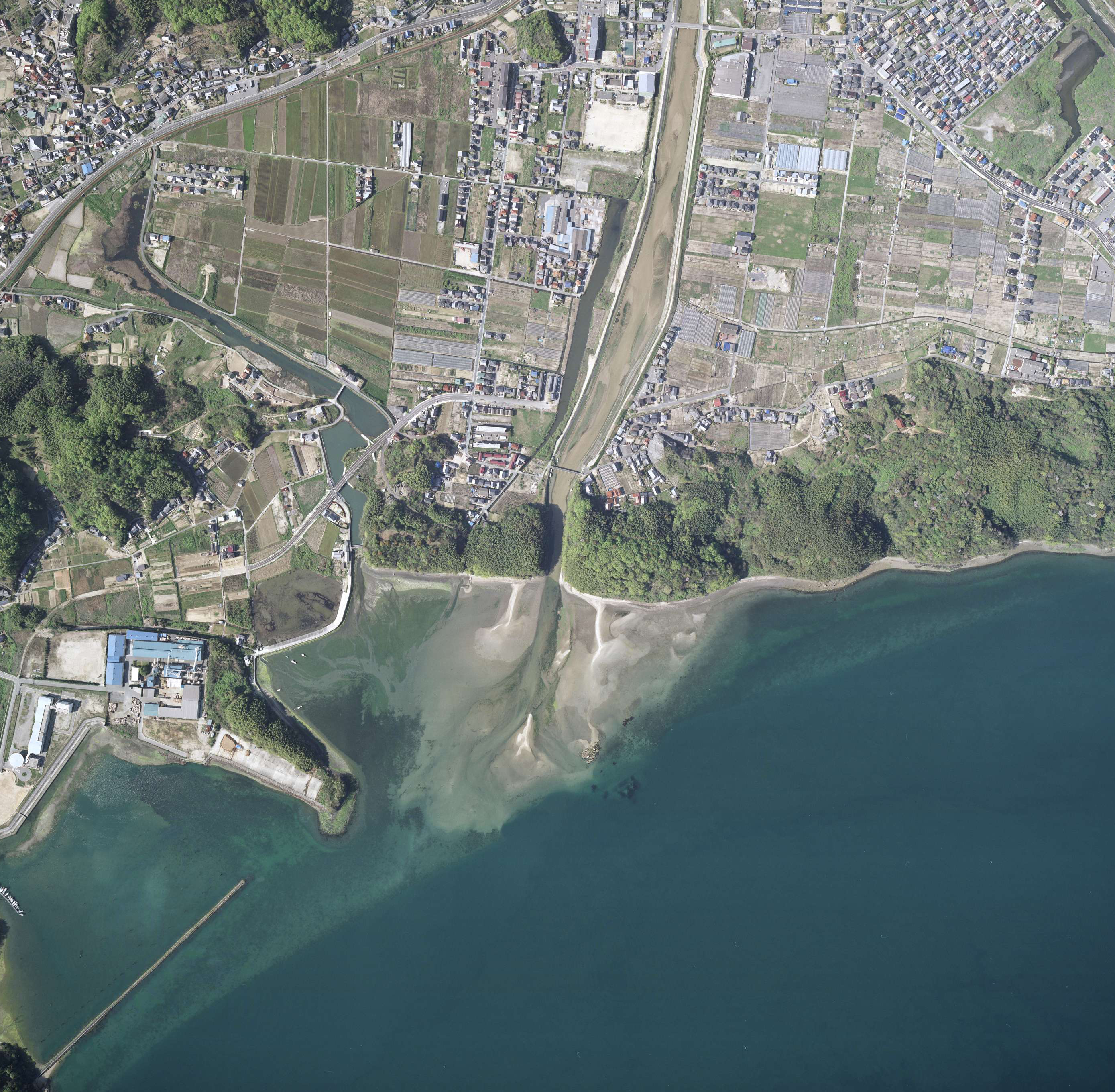
2010年の河口部。

賀茂川の特徴的な自然景観として「ハチ（波知）の干潟」が挙げられる。河口部にある面積約22haの干潟で、この規模の手付かずの干潟としては日本有数のものであり、カブトガニなどの多様な生物にとっての重要な生息地として機能している。
水質は、環境省「水質汚濁に係る環境基準」において全流域で「A類型」（BOD75%値 2.0mg/l以下）。
気候は、瀬戸内海式気候に属し梅雨・台風期に降雨が集中し雨量が少ない傾向がある。
地質は、流域南北でほぼ二分されており、北側が広島花崗岩類、南側が高田流紋岩類。なお流紋岩は花崗岩（マサ土）に比べ風化の進行が遅く比較的堅硬なな特徴がある。
林相は、広島県の山地では一般的なものであるアカマツ-アラカシ群集、クリ-コナラ群集など二次林で占められる。
生物は、上流域で貴重種のゲンジボタル、中流域で天然アユ、そして河口のハチの干潟でクボハゼ・チクゼンハゼが確認されている。上流域は連続する農業用取水堰と隠れる場のない単純な河道のため魚類の変化に乏しく、中流域では逆に中州が形成されるなど変化に富み多様の魚類が見られる。下流域は汽水域であり流れも緩やかで干潟が形成され、浅瀬を好む生物や砂泥底を好む魚類が生息する。

## 産業
流域の土地利用は、約9割が山林および農地利用、残り1割が竹原市街地での商工業利用になる。つまり河川水はほぼ農業用水として用いられている。
中流域の湯坂温泉郷は保養地。下流域は元々塩田として開発されたものであるが、昭和30年代からブドウの栽培が始まり今日では名産品の一つとなっている。

## 景観
以下、支流含めた全流域にある主な施設・景勝地を上流側から列挙する。ただし教育機関・神社仏閣は過多のため除く。
- 仁賀ダム
- 湯坂温泉郷
- 竹原東野郵便局
- 中央公園

## 参考資料
- 『二級河川賀茂川水系河川整備基本方針』（PDF）（プレスリリース）広島県、2011年12月1日。2015年10月25日閲覧。